# Česká národní fotbalová liga 1988/1989
V soubojích 20. ročníku České národní fotbalové ligy 1988/89 se utkalo 16 týmů dvoukolovým systémem podzim–jaro.

## Konečná tabulka
Zdroj: 
| Poř. | Tým                          | Z  | V  | R  | P  | VG | OG | B  |
| ---- | ---------------------------- | -- | -- | -- | -- | -- | -- | -- |
| 1.   | TJ Zbrojovka Brno            | 30 | 20 | 6  | 4  | 62 | 21 | 46 |
| 2.   | TJ Dynamo České Budějovice   | 30 | 19 | 4  | 7  | 55 | 40 | 42 |
| 3.   | TJ Auto Škoda Mladá Boleslav | 30 | 14 | 8  | 8  | 51 | 38 | 36 |
| 4.   | TJ Baník Havířov             | 30 | 14 | 8  | 8  | 41 | 34 | 36 |
| 5.   | TJ VTŽ Chomutov              | 30 | 12 | 10 | 8  | 32 | 34 | 34 |
| 6.   | TJ AK Slušovice              | 30 | 11 | 11 | 8  | 39 | 30 | 33 |
| 7.   | TJ Ostroj Opava              | 30 | 12 | 9  | 9  | 42 | 35 | 33 |
| 8.   | TJ DP Xaverov                | 30 | 10 | 8  | 12 | 36 | 33 | 28 |
| 9.   | TJ VP Frýdek-Místek          | 30 | 10 | 8  | 12 | 30 | 33 | 28 |
| 10.  | TJ Sklo Union Teplice        | 30 | 10 | 8  | 12 | 32 | 36 | 28 |
| 11.  | TJ BSS Brandýs nad Labem     | 30 | 11 | 5  | 14 | 41 | 40 | 27 |
| 12.  | TJ Gottwaldov                | 30 | 9  | 7  | 14 | 36 | 40 | 25 |
| 13.  | TJ Slovan Liberec            | 30 | 9  | 6  | 15 | 36 | 46 | 24 |
| 14.  | TJ Spartak Ústí nad Labem    | 30 | 7  | 9  | 14 | 33 | 49 | 23 |
| 15.  | VTJ Tábor                    | 30 | 5  | 9  | 16 | 29 | 54 | 19 |
| 16.  | TJ KS Brno                   | 30 | 6  | 6  | 18 | 24 | 47 | 18 |

Poznámky:
- Z = Odehrané zápasy; V = Vítězství; R = Remízy; P = Prohry; VG = Vstřelené góly; OG = Obdržené góly; B = Body

|  | 1. československá fotbalová liga 1989/90 |
|  | Sestup do II. ČNFL 1989/90               |

## Soupisky mužstev

### TJ Zbrojovka Brno
André Houška (29/0),
Juraj Šimurka (2/0) –
Petr Čermák (15/3),
Pavel Černík (6/0),
Petr Čuhel (21/0),
Ludevít Grmela (24/2),
Rostislav Halkoci (23/6),
Emil Hamar (5/0),
Tomáš Hamřík (16/0),
Michal Hošťálek (10/0),
Jindřich Chaloupka (2/0),
Jaroslav Jakub (11/5),
Róbert Kafka (15/11),
Petr Kocman (1/0),
Boris Kočí (3/0),
Miloslav Kufa (10/1),
Petr Maléř (27/8),
Vladimír Michal (23/0),
Jaromír Navrátil (28/5),
Tibor Notin (3/0),
Stanislav Schwarz (25/1),
Pravoslav Sukač (17/0),
Vladimír Šeďa (16/5),
Martin Váňa (1/0),
Jiří Zamazal (25/3),
Libor Zelníček (29/12) –
trenér Petr Pálka (podzim 1988), František Cipro (jaro 1989, od 1. ledna 1989), asistent Rostislav Václavíček.

### TJ Dynamo České Budějovice
Petr Hejníček (25/0),
Milan Hluštík (1/0),
Pavel Průša (4/0) –
Jiří Anderle (11/0),
Petr Čermák (23/2),
Miroslav Franěk (12/2),
Miroslav Hermer (29/4),
Jaroslav Holý (30/2),
Radislav Houška (14/1),
Zbyněk Houška (10/2),
Jiří Jurásek (29/1),
Štefan Lavička (2/0),
Jiří Lerch (5/2),
Radovan Loužecký (24/0),
Jiří Nesvačil (27/5),
Jiří Povišer (26/4),
Zdeněk Procházka (29/12),
Milan Přibyl (4/0),
Jiří Slabý (3/0),
Milan Šedivý (160),
Zdeněk Urban (29/13),
Karel Vácha (4/2),
Ivan Valachovič (3/0),
Jaroslav Vodička (26/3) –
trenér Jiří Nevrlý

### TJ Auto Škoda Mladá Boleslav
Josef Ehrenberger (30/0),
Václav Krejčík (1/0),
Radim Straka (1/0) –
Pavel Adam (15/2),
Jaroslav Barvíř (9/0),
Radek Bejbl (4/0),
Milan Boháč (30/9),
Pavel Borovec (30/2),
Pavel Dobeš (30/9),
Milan Kalíšek (28/0),
Pavel Kočí (18/0),
Pavel Krupka (22/1),
Martin Krupička (2/0),
Jiří Kříž (29/2),
Tomáš Myšička (4/0),
Jiří Nečesaný (3/0),
Milan Pechanec (12/0),
Josef Pechr (30/3),
Petr Pohnán (21/1),
Ladislav Prostecký (2/0),
Jaroslav Rybák (4/0),
Jiří Šámal (2/0),
Karel Škaloud (2/0),
Josef Vinš (30/20),
Milan Zahrádka (24/0) –
trenér Milan Šmarda

### TJ Baník Havířov
Jiří Jurčík (30/0/12) –
Libor Antoš (26/1),
Vladislav Dědek (3/0),
Roman Hanus (30/10),
Václav Hanyáš (8/0),
Slavomír Hodúl (19/0),
Jiří Jurča (26/4),
Roman Kocfelda (19/4),
Zdeněk Malcharek (1/0),
Martin Matuštík (16/6),
Pavel Mika (1/0),
Rudolf Pyško (16/1),
Petr Samec (15/1),
František Schneider (29/7),
Břetislav Sikora (2/0),
Stanislav Skříček (20/0),
Jiří Směták (25/2),
Václav Smoček (22/3),
Dušan Suchý (14/0),
Aleš Šimík (6/0),
Dušan Šrubař (7/0),
Karel Valigura (20/0),
Pavel Vrba (29/3) –
trenér Josef Kolečko (od 1. 1. 1989 Petr Uličný)

### TJ VTŽ Chomutov
Václav Cízler (5/0),
Milan Sova (26/0) –
Petr Bubeník (8/0),
Václav Etrych (11/1),
Milan Havlík (22/1),
Jaroslav Holan (2/0),
Radek Hůrka (24/0),
Zdeněk Kořínek (21/0),
Jaromír Kubín (4/0),
Jiří Kvítek (5/3),
Petr Nový (22/3),
Jan Oehler (13/3),
Miroslav Pavlov (27/8),
Jan Pitel (21/2),
Josef Raška (12/0),
Zdeněk Slowik (27/1),
Karel Svoboda (28/0),
Pavel Svoboda (8/0),
Miloslav Šebek (15/0),
Radek Šindelář (8/3),
Vladimír Valenta (22/3),
Martin Vašina (30/2),
Jiří Weitz (20/1) –
trenér Alfons Skokan

### TJ JZD Slušovice
František Pavlíček (12/0),
Josef Štrbák (1/0),
Dalibor Valčík (17/0) –
Vladimír Bartoň (26/0),
Libor Bužek (27/0),
Václav Cahyna (3/0),
Josef Hamšík (5/0),
Milan Hanko (7/0),
Roman Holík (1/1),
Tibor Chovanec (11/1),
Jaroslav Irovský (22/2),
Petr Ježek (6/0),
Ladislav Kučerňák (6/0),
Rostislav Macháček (14/0),
Miloš Mejtský (14/1),
František Mikulička (29/9),
Petr Pinkas (18/0),
Petr Podaný (29/8),
Ladislav Soviš (29/10),
Jozef Stipanitz (10/0),
Zdeněk Ščasný (21/1),
Milan Šebesta (3/0),
Ján Šimo (16/0),
Milan Škoda (21/5),
Vladimír Šuranský (11/0),
Martin Ulman (2/0),
Petr Videman (15/0) –
trenér Antonín Juran

### TJ Ostroj Opava
Jiří Lindovský (30/0/9) –
Jan Baránek (14/1),
Marian Bedrich (27/5),
Miroslav Bedrich (29/9),
Josef Bomba (13/0),
Ivo Farský (27/4),
Ladislav Gurecký (14/0),
Pavel Hadaščok (24/0),
Milan Chabroň (28/3),
Martin Komárek (26/3),
Miroslav Kořistka (19/3),
Ivan Panáč (14/2),
Jindřich Pardy (22/7),
Miroslav Pekárek (11/1),
Pavel Poštulka (28/1),
Radomír Prasek (18/2),
Petr Rejský (1/0),
Martin Vehovský (1/0),
Kamil Vrba (22/0),
Vítězslav Vystrk (2/0),
Ivan Zimmermann (13/1) –
trenér Alois Sommer

### TJ DP Xaverov Horní Počernice
Ladislav Macho (30/0/9) –
Martin Balouš (9/0),
Zdeněk Brejcha (26/0),
Miloslav Denk (15/0),
Jiří Doležal (30/4),
Miroslav Držmíšek (25/3),
Roman Faic (14/5),
Alois Halaška (14/2),
Martin Hodoval (17/0),
Václav Hybš (25/1),
Boris Kočí (14/5),
Jan Komůrka (17/3),
Jiří Kotek (27/0),
Zdeněk Krupka (3/0),
Václav Migas ml. (2/0),
Luděk Revenda (2/0),
Jan Sanytrník (27/7),
Martin Šedivý (3/0),
Jan Švadlenka (29/1),
Luboš Urban (15/2),
Milan Vinopal (19/3),
Karel Zajac (20/0) –
trenér Karel Přenosil (od 1. 1. 1989 Petr Pálka)

### TJ VP Frýdek-Místek
Petr Mamula (1/0),
Petr Sostřonek (29/0) –
Květoslav Babič (1/0),
Dalibor Damek (16/2),
Roman Ďuriš (4/0),
Zdeněk Ďuriš (9/0),
Miroslav Elko (23/2),
Jiří Hořínek (21/5),
Igor Juroš (4/0),
Zdeněk Klepáč (29/0),
Lubomír Krpec (8/0),
Jindřich Kušnír (30/0),
Radomír Liberda (13/0),
Jozef Marchevský (18/3),
Petr Ondrušík (25/0),
Karel Orel (27/5),
Tanas Papadopulos (19/2),
Štefan Rigó (15/1),
Pavel Smatana (14/0),
Miroslav Stanko (16/0),
Zdeněk Šajtar (10/0),
Jaroslav Šišma (14/6),
Petr Tichavský (23/4),
Jan Vyvial (1/0),
Ladislav Zaduban (6/0) –
trenér Erich Cviertna

### TJ Sklo Union Teplice
Vladimír Počta (13/0),
Milan Švec (17/0) –
Jiří Bečvařík (12/0),
Jaromír Belšán (28/2),
Jindřich Bureš (30/0),
Vlastimil Calta (23/4),
Miroslav Černý (17/3),
Ladislav Doseděl (1/0),
František Franke (21/1),
Jan Geleta (1/0),
Vratislav Havlík (23/2),
Miroslav Janota (20/0),
Luděk Jánský (4/0),
Radek Listopad (28/7),
Petr Němec (29/5),
Jaroslav Pok (11/0),
Jaroslav Sláma (14/1),
Václav Stareček (5/0),
Jaroslav Uličný (28/0),
Milan Vízek (20/7),
Petr Vojíř (4/0),
Martin Vrtiška (1/0),
Zbyněk Záveský (26/0),
Petr Zuskin (2/0) –
trenér František Cerman

### TJ BSS Brandýs nad Labem
Karel Řezáč (1/0),
Martin Vácha (19/0),
Ivan Vorlíček (10/0),
Zdeněk Zacharda (2/0) –
František Adamíček (29/16),
Ladislav Báča (8/0),
Václav Čerňanský (1/0),
David Dvořák (19/0),
Josef Dvořák (4/0),
Miroslav Franěk (12/1),
Miroslav Hanus (21/1),
Václav Homola (18/0),
Josef Jakab (1/0),
Pavel Janáček (24/4),
Tomáš Jílek (12/0),
Pavel Kňourek (23/0),
Milan Koch (12/0),
Roman Komárek (21/0),
Milan Kopřiva (30/1),
Jaroslav Kotek (8/0),
Martin Oubram (14/2),
Zdeněk Peclinovský (29/2),
Antonín Strnad (10/0),
Miloslav Šebek (14/0),
Milan Šíp (13/4),
Martin Váňa (15/0) –
trenér Miroslav Linhart

### TJ Gottwaldov
Radomír Kusák (1/0),
František Ondrůšek (29/0) –
Jiří Adamkovič (18/1),
Robert Balušek (23/1),
Rudolf Čelůstka (13/0),
Petr Červenka (28/1),
Vladislav Ďurďa (10/0),
Tomáš Fidra (21/7),
Zdeněk Fries (11/0),
Jan Hrubčík (12/0),
Petr Klhůfek (30/2),
Jan Kouřil (24/8),
Jan Křapa (23/0),
Dalibor Kučera (14/2),
Petr Murka (2/0),
Lubomír Odehnal (29/3),
Martin Onda (18/2),
Josef Pospíšil (22/3),
František Rolinc (27/3),
Vladimír Rosenberger (21/3),
Stanislav Suský (6/0) –
trenér Igor Štefanko

### TJ Slovan Elitex Liberec
Miroslav Pašta (15/0),
Radek Suchý (15/0) –
Jaroslav Anděl (1/0),
Jaroslav Barvíř (15/1),
Petr Bulíř (9/2),
Zdeněk Cmunt (29/1),
Petr Čermák (10/0),
Miroslav Černý (8/2),
Jaromír Hartych (2/0),
Petr Hudec(28/3),
Vladimír Jeníček (19/0),
Pavel Jirouš (24/2),
Milan Kneys (3/0),
Jiří Komárek (5/0),
Ilja Majstrovič (1/0),
Petr Myslivec (29/2),
Tomáš Nosek (4/2),
Jindřich Novák (15/1),
Josef Petřík (18/2),
Pavel Pěnička (23/7),
Zdeněk Prchal (23/5),
Zdeněk Schovánek (13/0),
Jiří Sochor (11/0),
Petr Šísler (27/3),
Michal Švorc (1/0),
Stanislav Trojan (16/0) –
trenér František Gerhát

### TJ Spartak Ústí nad Labem
Václav Kožíšek (30/0/4) –
Petr Bajer (7/0),
Tomáš Borovička (1/0),
Vratislav Brabenec (14/1),
Václav Budka (28/0),
Pavel Čapoun (18/0),
Jiří Douda (26/6),
Rudolf Ferenc (13/2),
Petr Hejduk (3/0),
Stanislav Hofman (14/1),
Jiří Holakovský (28/0),
Jan Hrubeš (5/0),
Gustav Kaspar (8/2),
Stanislav Kouřil (24/7),
Stanislav Kovář (21/2),
Vladimír Lacina (4/0),
Roman Linda (24/7),
Jiří Maliga (15/0),
Jaroslav Müllner (27/1),
Martin Peterka (4/0),
Pavel Plecitý (28/3),
Vladimír Puhlovský (27/1),
Michael Šimek (5/0),
Luboš Štosek (6/0),
Jiří Šumpík (1/0) –
trenér Václav Rys

### VTJ Tábor
Petr Borik (4/0),
Michal Černý (2/0),
Libor Fridecký (4/0),
Michal Kropáč (5/0),
René Twardzik (16/0) –
Norbert Csoknai (9/1),
Jiří Časko (17/3),
Michal Drahorád (18/2),
Zdeněk Ďuriš (7/1),
Ľubomír Faktor (21/3),
Václav Feřtek (18/1),
Peter Gramblička (12/0),
Stanislav Gross (2/0),
Emil Hamar (1/1),
Jaroslav Jakub (9/1),
Michal Jiráň (21/3),
Tomáš Kamrád (28/0),
Pavel Kobylka (18/0),
Jan Kocúr (2/0),
Tomáš Krejčík (8/0),
Ondrej Krištofík (28/2),
Čestmír Křižka (1/0),
Miloš Lonc (9/0),
Zdeněk Menoušek (6/0),
Miroslav Mičega (1/0),
Jan Palinek (19/2),
Roman Pavelka (6/0),
Pavel Pěnička (4/1),
Milan Poštulka (21/6),
Rostislav Prokop (8/0),
Marián Skalka (27/1),
Jiří Studeník (6/0),
Zbyněk Valouch (1/0),
Miroslav Vojáček (2/0),
Martin Wohlgemuth (18/1) –
trenér Jindřich Dejmal

### TJ KS Brno
Ivo Jakš (12/0),
Miroslav Krmíček (2/0),
Václav Kubíček (19/0) –
Pavel Andrýsek (9/0),
Roman Beránek (28/3),
Roman Dydek (13/0),
Pavel Fila (14/4),
Roman Jačisko (4/0),
Miroslav Karpíšek (25/3),
Petr Kolařík (5/1),
Roman Kolařík (18/2),
Tomáš Kotlán (19/0),
Petr Kučera (5/0),
Karel Láznička (8/0),
Jiří Losenický (29/0),
Vladimír Maroši (23/0),
Ivo Peřina (17/0),
Leoš Pfeifer (4/0),
Marek Pokorný (2/1),
Jiří Prokeš (26/1),
Luděk Růžička (1/0),
Bohumil Smrček (23/4),
Milan Stryk (30/2),
Jan Stryk (7/0),
Dušan Susko (15/3),
Ivan Štancl (8/0),
Milan Trávníček (9/0) –
trenér Josef Koláček (od 1. 1. 1989 Zdeněk Hajský)